# ヒキガエル属
ヒキガエル属（ヒキガエルぞく、Bufo）は、無尾目ヒキガエル科に分類される属。

## 分布
アフリカ大陸北部、ユーラシア大陸、日本、台湾

## 分類
以前はヒキガエル科の多くの構成種を含んでいたが、分子系統解析の結果から細分化され主にユーラシア地区に分布する種のみで構成される。
以下の分類はAmphibian Species of the World 6.0(2017)およびAmphibiaWeb(2017)、和名は松井(2007)、英名はAmphibiaWeb(2017)に従う。
- Bufo ailaoanus
- Bufo aspinius
- Bufo bankorensis バンコロヒキガエル Taiwan common Toad
- Bufo bufo ヨーロッパヒキガエル Common Toad
- Bufo cryptotympanicus
- Bufo eichwaldi Eichwald's toad
- Bufo gargarizans アジアヒキガエル Asiatic toad
- Bufo japonicus ニホンヒキガエル Japanese common toad
- Bufo luchunnicus
- Bufo menglianus
- Bufo pageoti
- Bufo spinosus
- Bufo stejnegeri スタイネガーヒキガエル
- Bufo torrenticola ナガレヒキガエル Japanese stream toad
- Bufo tuberculatus Qinghai Lake toad
- Bufo tuberospinius
- Bufo verrucosissimus Caucasian toad

## 生態
繁殖様式は卵生。主に止水で産卵するが、ナガレヒキガエルのように渓流で産卵する種もいて、中華人民共和国南部から東南アジア産の渓流産卵する種を別属とする説もある。